# هیفیلد
هیفیلد (به انگلیسی: Hayfield) یک روستا و محله مدنی در بریتانیا است که در High Peak واقع شده‌است. هیفیلد ۲٬۷۰۹ نفر جمعیت دارد.